# Bâtiment du district de Velika Kikinda
Le bâtiment du district de Velika Kikinda (en serbe cyrillique : Зграда Великокикиндског Диштрикта ; en serbe latin : Zgrada Velikokikindskog Dištrikta) est situé à Kikinda, dans la province de Voïvodine et dans le district du Banat septentrional, en Serbie. Il est inscrit sur la liste des monuments culturels de grande importance de la république de Serbie (identifiant no SK 1106).

## Présentation

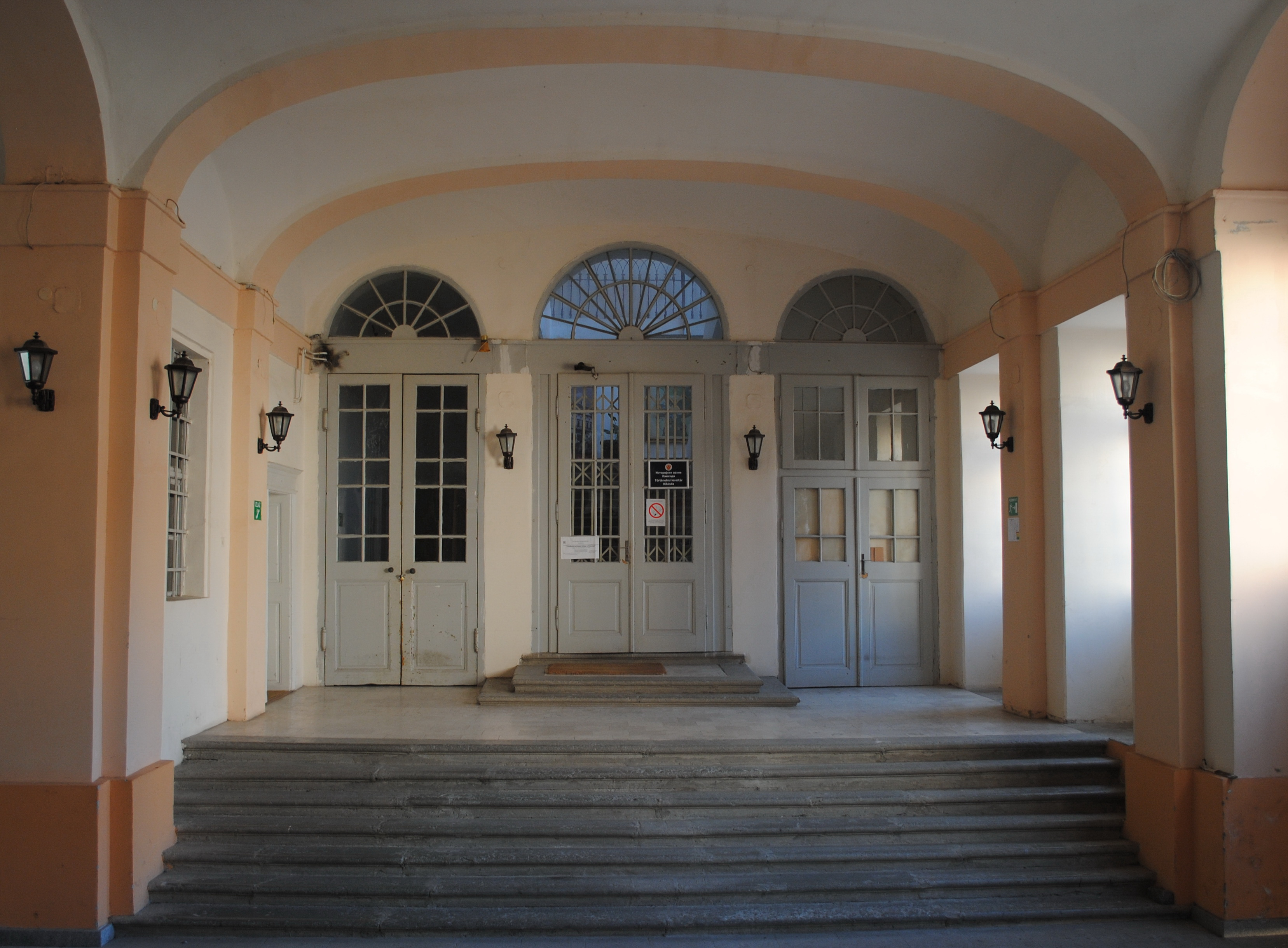
Le hall du bâtiment.

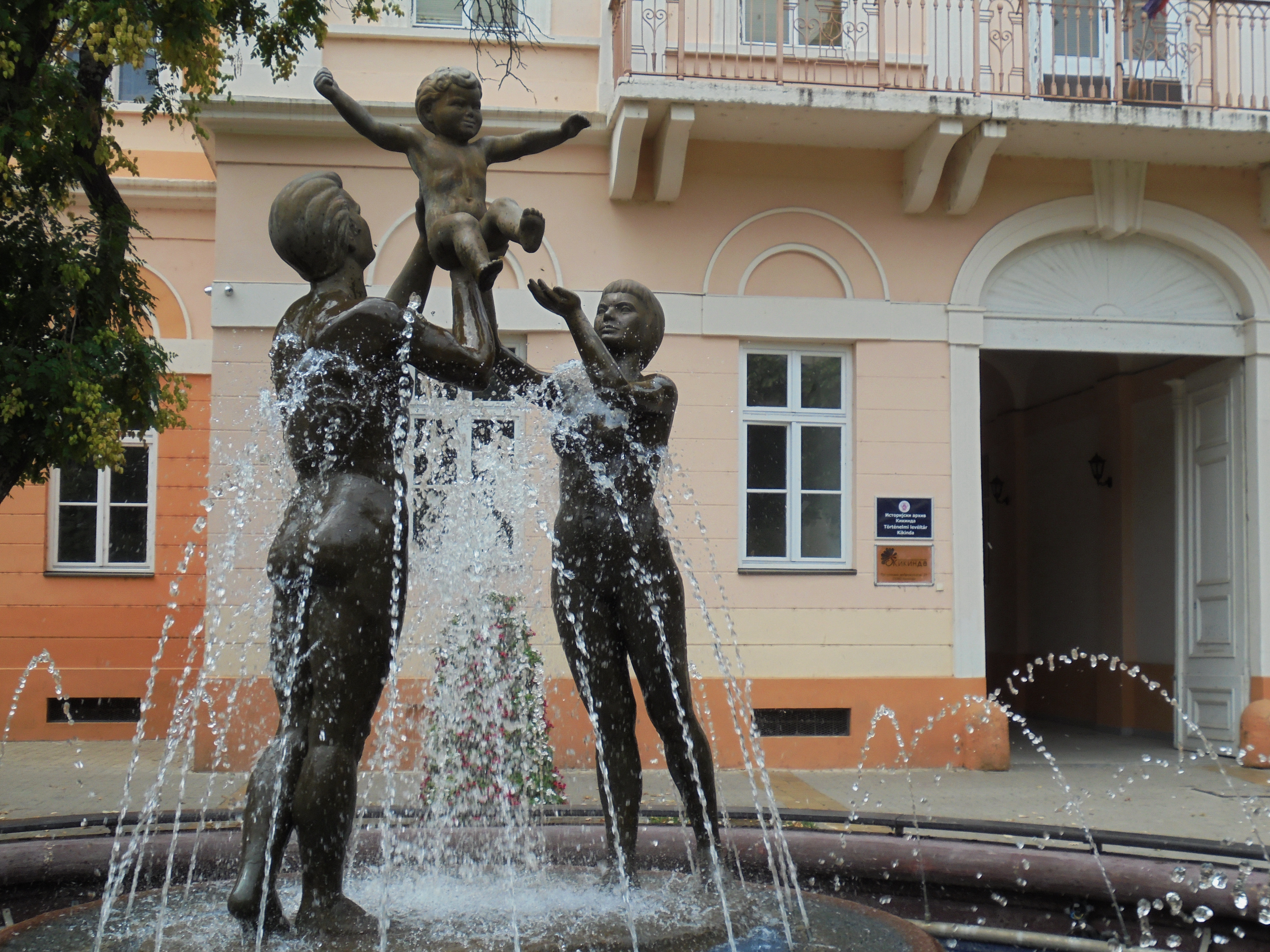
La Famille, œuvre de Slobodan Kojić, devant le bâtiment.

Le bâtiment, également connu sous le nom de « bâtiment de la curie », a été construit entre 1836 et 1839 pour accueillir l'administration du district de Velika Kikinda ; il a notamment abrité un tribunal et une prison ; sur le plan architectural, il est caractéristique du style néo-classique.
Il dispose de quatre ailes constituées d'un rez-de-chaussée et d'un étage, les quatre ailes formant un ensemble clos. La façade centrale se caractérise par une avancée dotée d'une entrée monumentale, d'un balcon de plain pied à l'étage reposant sur une console et disposant d'une clôture en fer forgé et de pilastres peu profonds ; l'avancée est surmontée d'un fronton triangulaire portant en son centre le blason de Kikinda. De part et d'autre de cette avancée, la décoration, plus modeste, est constituée de niches aveugles en demi-cercle au-dessus des fenêtres du rez-de-chaussée, horizontalement, de corniches peu profondes et de linteaux sans décoration au-dessus des fenêtres de l'étage. Les façades latérales sont dotées d'une avancée centrale sans décoration.

## Musée national
L'ancien bâtiment du district abrite aujourd'hui le musée national de Kikinda et les archives historiques de Kikinda.
Le musée a été fondé 7 novembre 1946 ; depuis 2006, il abrite l'un des squelettes de mammouth les mieux conservés d'Europe ; ce mammouth est familièrement surnommé « Kika ». Le département des beaux-arts du musée abrite une collection d'œuvres de Nikola Aleksić (1808-1873), l'un des représentants de la peinture Biedermeier en Voïvodine.

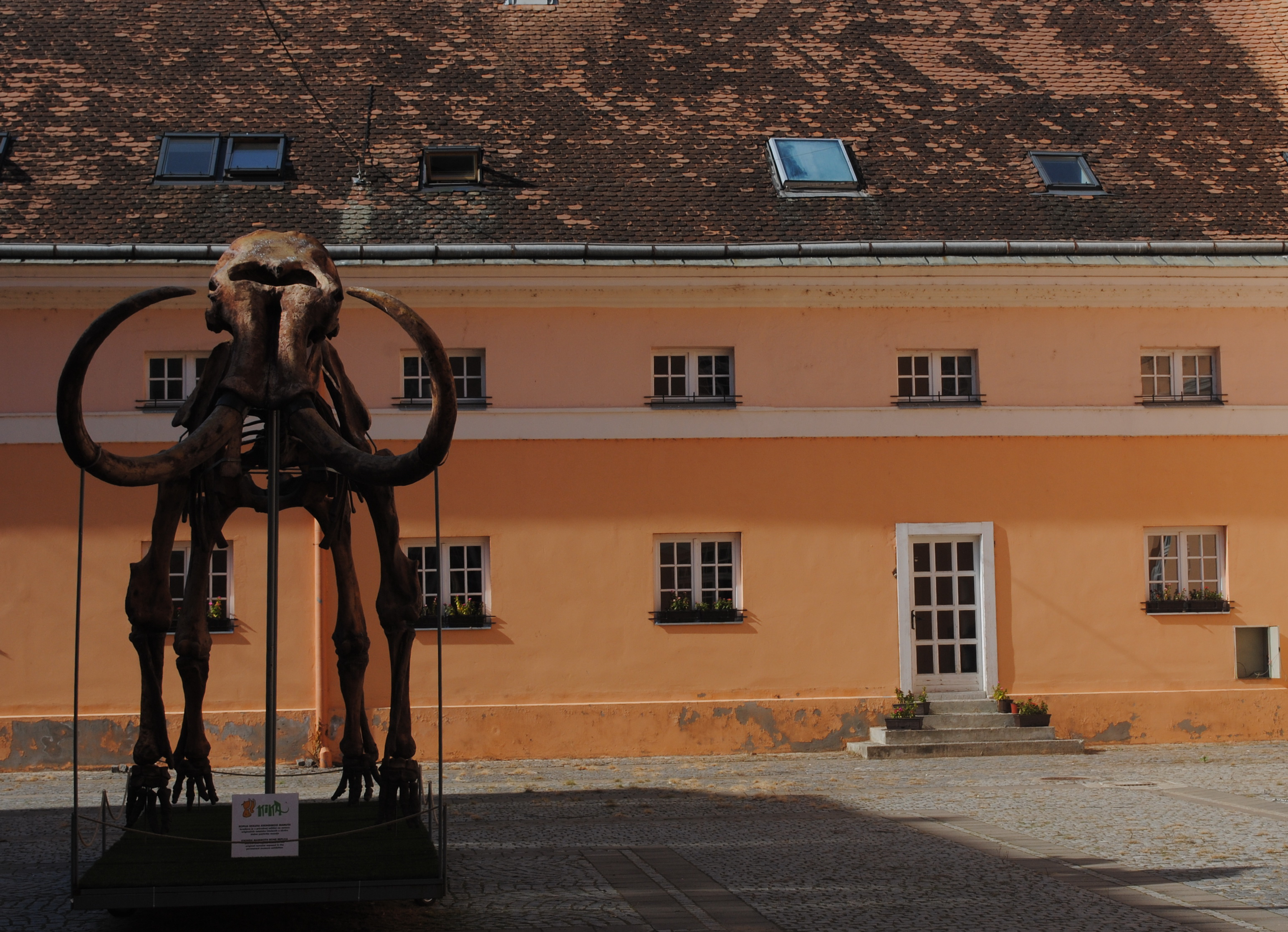
Réplique du mammouth « Kika », devant le bâtiment
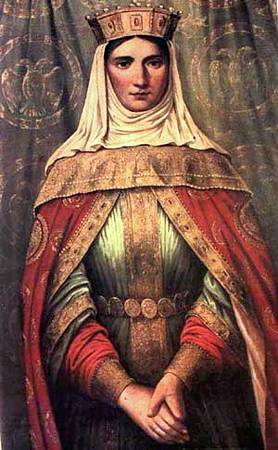
Milica de Nemanja, par Vladislav Titelbah
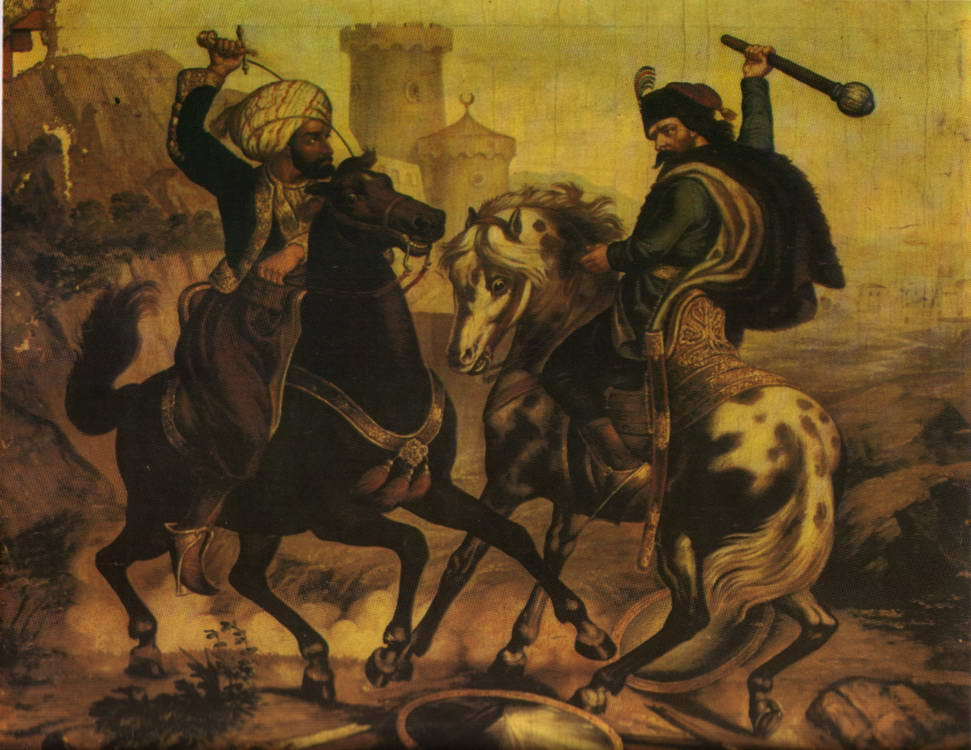
Le Prince Marko et Musa le Hors-la-Loi, par Vladislav Titelbah, 1900